# 傅玉
傅玉（穆麟德轉寫：fuioi；1715年—1798年），富察氏，滿洲鑲黃旗人。清朝外戚。福长安生父。

## 生平
傅玉生于康熙五十四年。父李榮保追贈一等公。乾隆五年，傅玉由閑散授藍翎侍衛。歷官黑龍江將軍、鑲紅旗漢軍都統、荊州將軍、江寧將軍、杭州將軍、廣州將軍。乾隆四十七年四月，傅玉之姪、三等承恩公奎林獲罪，命傅玉承襲公爵。乾隆四十七年五月，調西安將軍。乾隆四十九年，以傅玉年老不勝將軍之任，授為散秩大臣，仍暫留甘肅軍營。七月，大兵攻克石峰堡，傅玉偕阿拉善親王旺沁班巴爾等督兵進堡搜捕，首逆張阿渾、馬四娃及賊目楊鎮四、黃阿渾等全數就擒。乾隆五十四年，授內大臣。乾隆五十八年，賞食半俸以原品休致。嘉慶三年，卒。子明俊襲爵，嘉慶十四年，孫喜倫承襲三等承恩公。

## 家庭及后代
- 妻：李氏
- 子：明俊、明祥、福长安[來源請求]
- 孫：喜倫、信倫
- 女婿：宗室景熠[3]、宗室恒岳(傅玉外甥、薩喇善第六子)。[4]
- 孙女：明俊之女嫁宗室綿全、奉恩镇国公綿齡、奉恩将军綿煥；明祥之女嫁多羅裕僖郡王亮煥第五子镇国将军恒晉、奉恩将军新瑞。[5]